# Ella Briggs
Ella Briggs (née Ella Baumfeld le 5 mars 1880 à Vienne et morte le 20 juin 1977 à Londres) est une architecte autrichienne.

## Biographie
Ella Baumfeld naît dans une famille juive d’origine polonaise à Vienne en 1880 ; son père est avocat et elle a deux frères et une sœur. Elle étudie tout d’abord la broderie d’art, puis la peinture et l’ébénisterie, à Vienne et à Berlin. À la fin des années 1900, elle vit à New York avec un de ses frères, Maurice ; en 1907, elle y épouse Walter Briggs, un journaliste et militaire autrichien expatrié aux États-Unis. Le couple divorce cinq ans plus tard, sans descendance, et Ella Briggs rentre à Vienne. Tout en présentant des modèles de meubles et en travaillant comme architecte d’intérieur, elle reprend ses études à l’université technique de Munich, dont elle est diplômée en architecture en 1920. En 1921, elle rejoint l’Association autrichienne des ingénieurs et architectes, c’est la première femme à en faire partie.

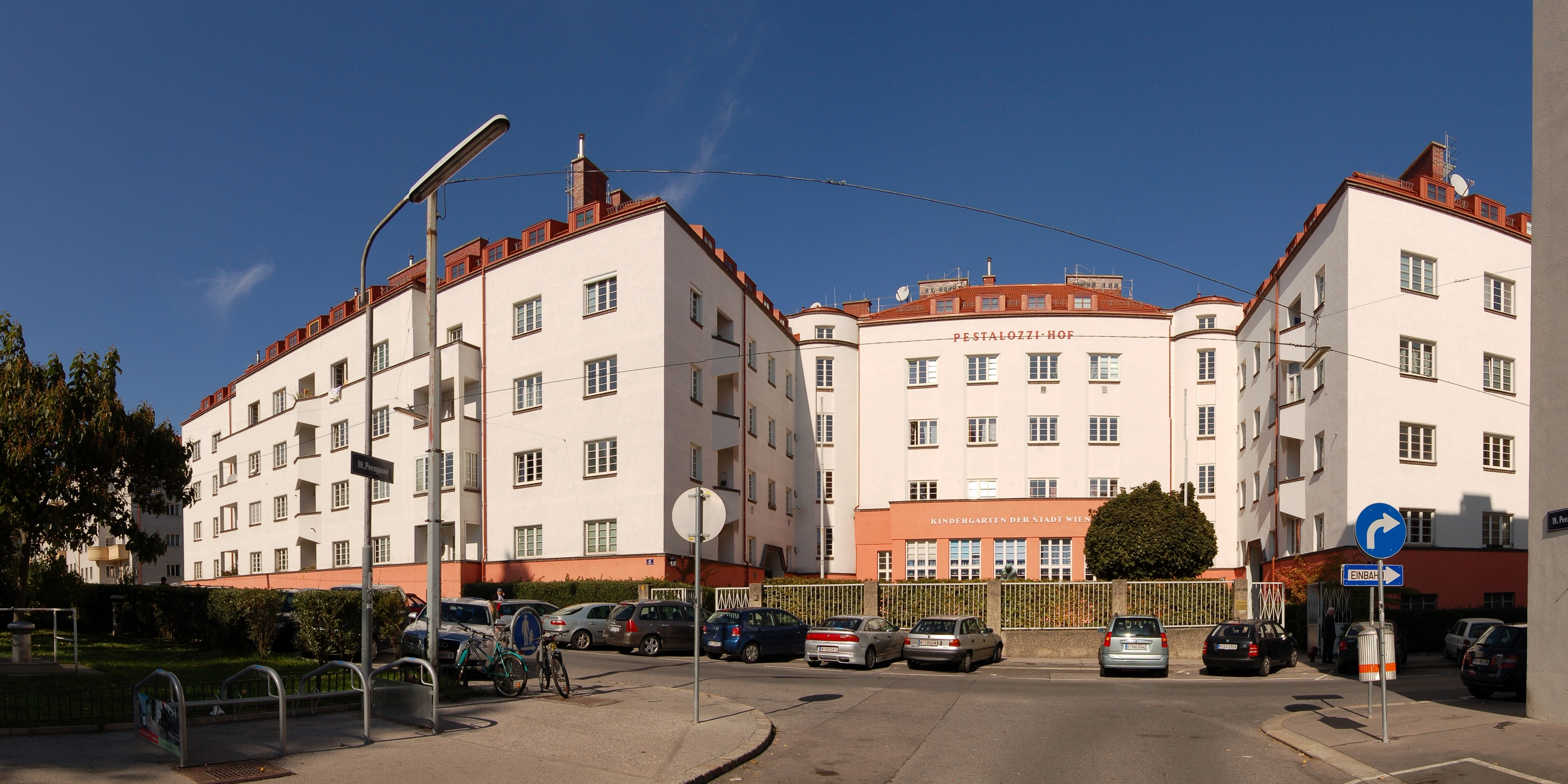
L’immeuble de logements sociaux Pestalozzi-Hof, construit à Vienne en 1925.

Elle participe aux projets urbanistiques et architecturaux de « Vienne la rouge », en concevant des ensembles d’habitation, puis se rend à Berlin autour de 1929-1930 pour construire un autre ensemble ; elle y rejoint l’Union des architectes allemands. Au début des années 30, elle se rend en Sicile pour s’imprégner de l’architecture locale, qu’elle photographie.
Avec la montée du nazisme, elle rentre brièvement à Vienne en 1935 avant de s’exiler à Londres en 1936. En 1945, elle est missionnée par la municipalité de Bilston pour renouveler l’urbanisme d’une partie de la ville ; sur ce projet, elle travaille avec Otto Neurath jusqu’au décès de ce dernier, quelques mois plus tard,. Briggs obtient la nationalité britannique en 1947 et intègre le Royal Institute of British Architects.